# Waukegan
Waukegan (pronúncia i / ki ː ː wɔ ɡən /) és una ciutat estatunidenca, seu del comtat de Lake, Illinois. Segons el cens de 2000, la ciutat tenia una població total de 87.901 persones. Un cens de 2003 va estimar la població de la ciutat en 91.452 persones. És la novena ciutat més gran d'Illinois per població, i la cinquena ciutat més gran a la riba occidental del llac Michigan, després de Chicago, Milwaukee, Green Bay, i Kenosha.